# Федір Погорецький
Федір Погорецький народився в шляхетській родині в другій половині XVII століття. Він отримав освіту, ймовірно, у Києво-Могилянській академії. У 1657 році він вступив на службу до Генеральної канцелярії Івана Виговського, де займав посаду підписка.
У травні 1659 року Федір Погорецький був присутній на зустрічі Івана Виговського з московським послом Апухтіним у Чигирині. На цій зустрічі він читав царську грамоту, в якій цар Олексій Михайлович вимагав від Івана Виговського припинити війну з Московською державою.
Більше інформації про Федора Погорецького не збереглося. Ймовірно, він продовжував службу в Генеральній канцелярії Івана Виговського до його падіння в 1663 році. Після цього його доля невідома.
Можна зробити висновок, що Федір Погорецький був прихильником Івана Виговського. Він був присутній на зустрічі Виговського з Апухтіним, на якій Виговський захищав свою політику перед московським послом. Крім того, Погорецький читав царську грамоту, в якій Виговський дорікався царю Олексію Михайловичу за його незгоду з його політикою.
Ці відомості свідчать про те, що Федір Погорецький був активним учасником політичного життя України в другій половині XVII століття. Він був прихильником Івана Виговського і його політики гетьманського суверенітету України.